# Нашоломник

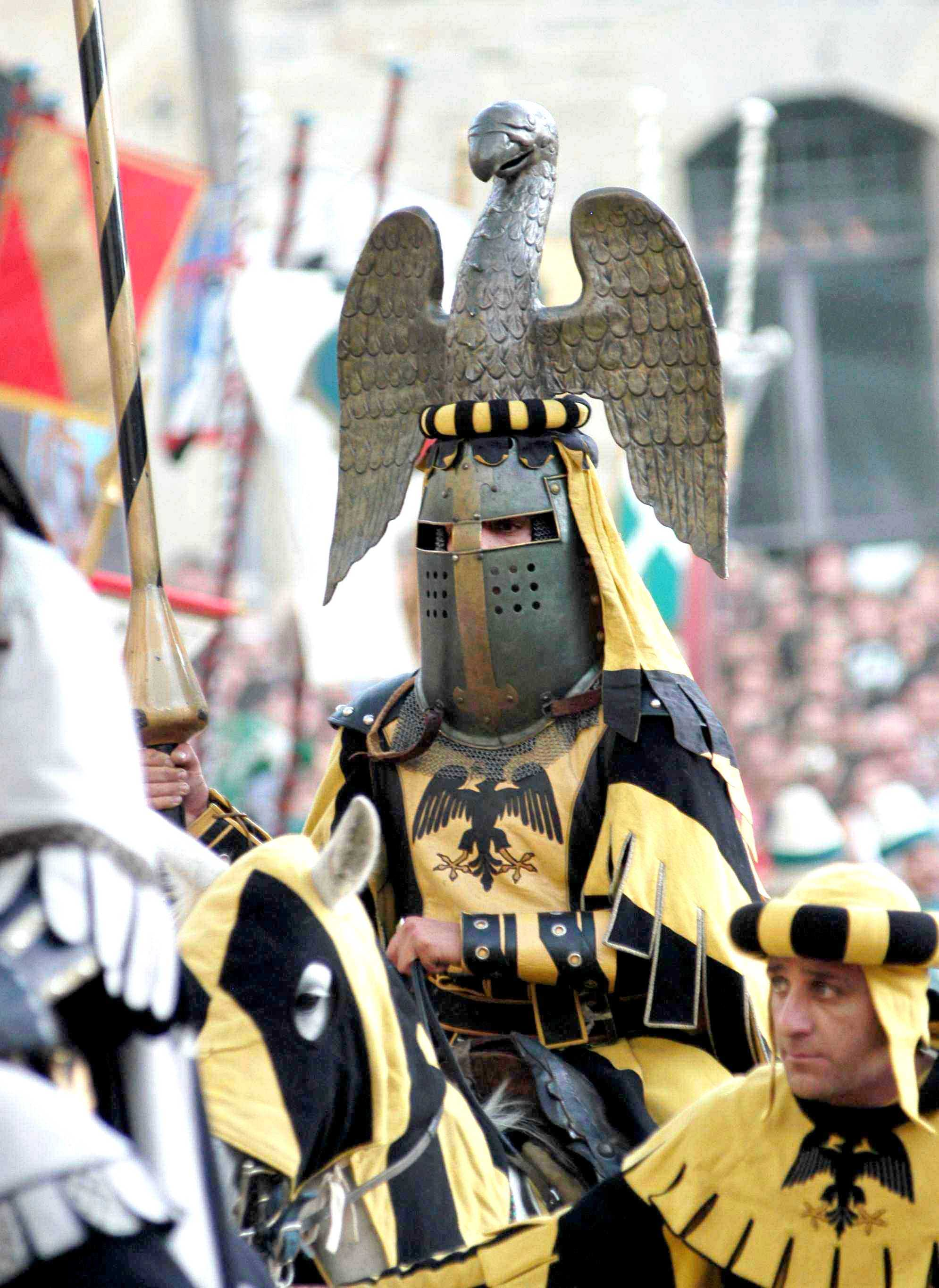
Лицар в сюрко та горшковому шоломі з нашоломною фігурою, бурелетом і наметом

Нашоло́мник, нашоло́мок (в європейській традиції — клейнод) — прикраса на верхівці шолома. Спочатку робився з рогів тварин і пір'я птахів. Цей елемент отримав розвиток в часи лицарських турнірів, де він служив додатковим розпізнавальним знаком, за яким можна було відрізнити лицаря в хаосі турнірного бою. Нашоломник робився з легкого дерева, шкіри та пап'є-маше, а згодом його стали виготовляти й з більш цінних матеріалів.
У деяких стародавніх народів воїни носили на шоломах фігури — або як обереги, або для відмінності, або для того, щоб здаватися вищими. Для цього вибирались зображення тварин, квітів, пір'я тощо.
|  |  |

## Нашоломник у геральдиці
Багато старовинних гербів не мають нашоломника, оскільки набули свого традиційного вигляду до того, як нашоломники увійшли в моду. Стало типовим відтворення гербового щита, увінчаного шоломом з нашоломником і наметом як «верхнього герба»; останній разом зі щитом утворював іконографічно стійкий повний герб. У Німеччині нашоломники закріпилися, ставши родовими, і їх зміна нерідко служила паралеллю західній практиці внесення в щит бризур. На Заході і Півдні Європи нестабільні нашоломники часто замінялися або варіювалися власниками. У найбільших родів і династій, а до кінця XIV століття і у частини середньої знаті, з'явилися родові нашоломники, однак з ними продовжували змагатися менш довговічні. Так, більшість членів королівського дому Валуа мали право одночасно на різні нашоломники: загальнодинастичний (лілія), своєї гілки роду (бургундський пугач і т. ін.), численних реальних і титульних володінь або ж особистий.

Герб Лічбінскі (Liczbiński)
Герб Слєповрон (Ślepowron)
Герб Равич (Rawicz)
Герб Леліва (Leliwa)

Шолом і нашоломник повинні бути повернуті в один бік (втім дане правило не завжди дотримувалося). У європейській геральдиці нашоломник зображується на шоломі звичайно разом з бурелетом. Слід зауважити, що в англійській і шотландській геральдичних традиціях широко поширене вживання нашоломника без шолома, коли фігура першого перебуває вільно над щитом разом з бурелетом. У континентальних практиках подібне не прийнятно, це по суті виключно «острівна» манера.